# Threshold (album)
Pour les articles homonymes, voir Threshold.
Albums de HammerFall
Chapter V: Unbent, Unbowed, Unbroken
(2005) No Sacrifice, No Victory
(2009)
Threshold est le sixième album du groupe suédois Hammerfall sorti en 2006.

## Liste des Chansons
1. Threshold - 4:45
2. The Fire Burns Forever - 3:23
3. Rebel Inside - 5:34
4. Natural High - 4:16
5. Dark Wings, Dark Words - 5:02
6. Howlin'With The Pac - 4:07
7. Shadow Empire - 5:15
8. Carved In Stone - 6:14
9. Reign Of The Hammer - 2:50
10. Genocide - 4:44
11. Titan - 4:24